# Trofeo Laigueglia 2025
De 62e editie van de Italiaanse wielerwedstrijd Trofeo Laigueglia vond plaats op 5 maart 2025. Start en finish waren in Laigueglia, waar tussen een koers werd verreden van bijna 200 kilometer met een duur van 4 uur en driekwartier. De Spanjaard Juan Ayuso, de nummer drie van vorig jaar, volgde Lenny Martinez op als winnaar van deze wedstrijd. Naast Ayuso stonden Christian Scaroni en Michael Storer op het podium. Voor Scaroni was het op zijn twaalfde wedstrijddag een vierde podiumplek van het seizoen.
De wedstrijd was onderdeel van de UCI ProSeries.

## Uitslag
| Plaats  | Naam              | Ploeg                  | tijd     |
| ------- | ----------------- | ---------------------- | -------- |
| Winnaar | Juan Ayuso        | UAE Team Emirates-XRG  | 4u46'36" |
| 2       | Christian Scaroni | XDS Astana Team        | z.t.     |
| 3       | Michael Storer    | Tudor Pro Cycling Team | z.t.     |
| 4       | Neilson Powless   | EF Education-EasyPost  | z.t.     |
| 5       | Giovanni Carboni  | Unibet Tietema Rockets | + 3"     |
| 6       | Magnus Sheffield  | INEOS Grenadiers       | + 13"    |
| 7       | Alberto Bettiol   | XDS Astana Team        | + 23"    |
| 8       | Louis Barré       | Intermarché-Wanty      | z.t.     |
| 9       | Mattéo Vercher    | Team TotalEnergies     | z.t.     |
| 10      | Simone Gualdi     | Intermarché-Wanty      | z.t.     |
|         |                   |                        |          |
| 69      | Floris De Tier    | Wagner Bazin WB        | + 7'20"  |
| 87      | Koen Bouwman      | Team Jayco AlUla       | + 10'17" |

1964 · 1965 · 1966 · 1967 · 1968 · 1969 · 1970 · 1971 · 1972 · 1973 · 1974 · 1975 · 1976 · 1977 · 1978 · 1979 · 1980 · 1981 · 1982 · 1983 · 1984 · 1985 · 1986 · 1987 · 1988 · 1989 · 1990 · 1991 · 1992 · 1993 · 1994 · 1995 · 1996 · 1997 · 1998 · 1999 · 2000 · 2001 · 2002 · 2003 · 2004 · 2005 · 2006 · 2007 · 2008 · 2009 · 2010 · 2011 · 2012 · 2013 · 2014 · 2015 · 2016 · 2017 · 2018 · 2019 · 2020 · 2021 · 2022 · 2023 · 2024 · 2025
Ronde van Valencia ·
Ronde van Oman ·
Clásica de Almería ·
Figueira Champions Classic ·
Ronde van de Algarve ·
Ruta del Sol ·
Ardèche Classic ·
Drôme Classic ·
Kuurne-Brussel-Kuurne ·
Trofeo Laigueglia ·
Nokere Koerse ·
Milaan-Turijn ·
GP Denain ·
Bredene Koksijde Classic ·
Grote Prijs Miguel Indurain ·
Ronde van Hainan ·
Scheldeprijs ·
Brabantse Pijl ·
Ronde van de Alpen ·
Ronde van Turkije ·
Grote Prijs van Plumelec ·
Tro Bro Léon ·
Klassiek Duinkerke-GP van de Hauts-de-France ·
Vierdaagse van Duinkerke ·
Ronde van Hongarije ·
Veenendaal-Veenendaal ·
Antwerp Port Epic ·
Boucles de la Mayenne ·
Ronde van Noorwegen ·
Ronde van Slovenië ·
Brussels Cycling Classic ·
Dwars door het Hageland ·
Mont Ventoux Dénivelé Challenge ·
Ronde van België ·
Ronde van het Qinghaimeer ·
Ronde van Wallonië ·
Ronde van Burgos ·
Arctic Race of Norway ·
Ronde van Denemarken ·
Circuit Franco-Belge ·
Ronde van Duitsland ·
Ronde van Groot-Brittannië ·
Maryland Cycling Classic ·
GP Industria & Artigianato-Larciano ·
Coppa Sabatini ·
Grote Prijs van Fourmies ·
Grote Prijs van Wallonië ·
Ronde van Luxemburg ·
Super 8 Classic ·
Ronde van Langkawi ·
Ronde van het Münsterland ·
Ronde van Emilia ·
Coppa Bernocchi ·
Ronde van de Drie Valleien ·
Ronde van Piemonte ·
Ronde van het Taihu-meer ·
Parijs-Tours ·
Ronde van Veneto ·
Japan Cup ·
Veneto Classic